# Opius nigrocastaneus
Opius nigrocastaneus är en stekelart som beskrevs av Henry Lorenz Viereck 1905. Opius nigrocastaneus ingår i släktet Opius och familjen bracksteklar. Inga underarter finns listade i Catalogue of Life.